# Caporal-chef de première classe
 (septembre 2024).
Si vous disposez d'ouvrages ou d'articles de référence ou si vous connaissez des sites web de qualité traitant du thème abordé ici, merci de compléter l'article en donnant les références utiles à sa vérifiabilité et en les liant à la section « Notes et références ».
Le caporal-chef de première classe (ou brigadier-chef de première classe) est une distinction dans l'Armée française.

## Le caporal-chef
Avec la diversité grandissante des rôles et des missions attribués au caporal, sans parler de leur nombre qui augmente sans cesse, la nécessité de distinguer les hommes du rang a vu le jour. Ainsi est né le grade de caporal-chef[Quand ?].
Le caporal-chef (ou brigadier-chef) porte un chevron d'une couleur soit « or » soit « argent », en fonction de l'arme, accolés à deux chevrons de couleur identique, différente de celle du précédent.
Une différence concerne les sapeurs-pompiers de Paris. En effet, chez ces militaires, le grade de caporal-chef est composé de trois chevrons obliques, de taille identique et de couleur rouge.

## La distinction de1reclasse
Le passage du grade de caporal-chef à la distinction de caporal-chef de première classe exige le CT1 (certificat technique du 1er degré) ou le CAT2 (certificat d'aptitude technique du 2e degré). Il permet d'occuper des postes à responsabilités plus importantes (chef de poste ou de groupe).
Créé au début de la professionnalisation des armées, le galon se présente de la manière suivante : deux liserés de même couleur et un chevron soit doré soit argenté, selon l'arme, suivis d’un chevron de laine à la couleur de l'arme. 
Depuis janvier 2003, les militaires du rang n'ont plus la possibilité de passer le CT1. Le CAT2 a été supprimé le 31 décembre de la même année. Ces deux examens ont été remplacés par le CT1 VE (pour validation d'expérience), qui met en place un « contrôle continu » validé par une commission d'attribution du CT1 VE, jusqu'en 2009.
Il existe encore un CT1 attribué par concours. La réussite à ce concours permet de suivre une année de scolarité au terme de laquelle le soldat se verra remis le CT1 « aide-soignant ». La scolarité s'effectue au centre de formation des aides-soignants à Bordeaux, à l'hôpital d'instruction des armées Robert-Picqué.
Le CT1 VE n'est plus attribué depuis 2009. Il est remplacé par  le CQTS (certificat de qualification technique supérieur). Il donne droit au port du grade à compter de onze années et un jour de services effectif, ainsi que la possibilité de signer un contrat de dix-sept ans et demi ou dix-neuf ans et demi de service. La mise en liste d'attente de l'attribution de l'échelle 4 est automatique dès obtention du grade (12 500 places) dont l’attribution s’effectue entre douze et quatorze années de service environ actuellement[Quand ?].

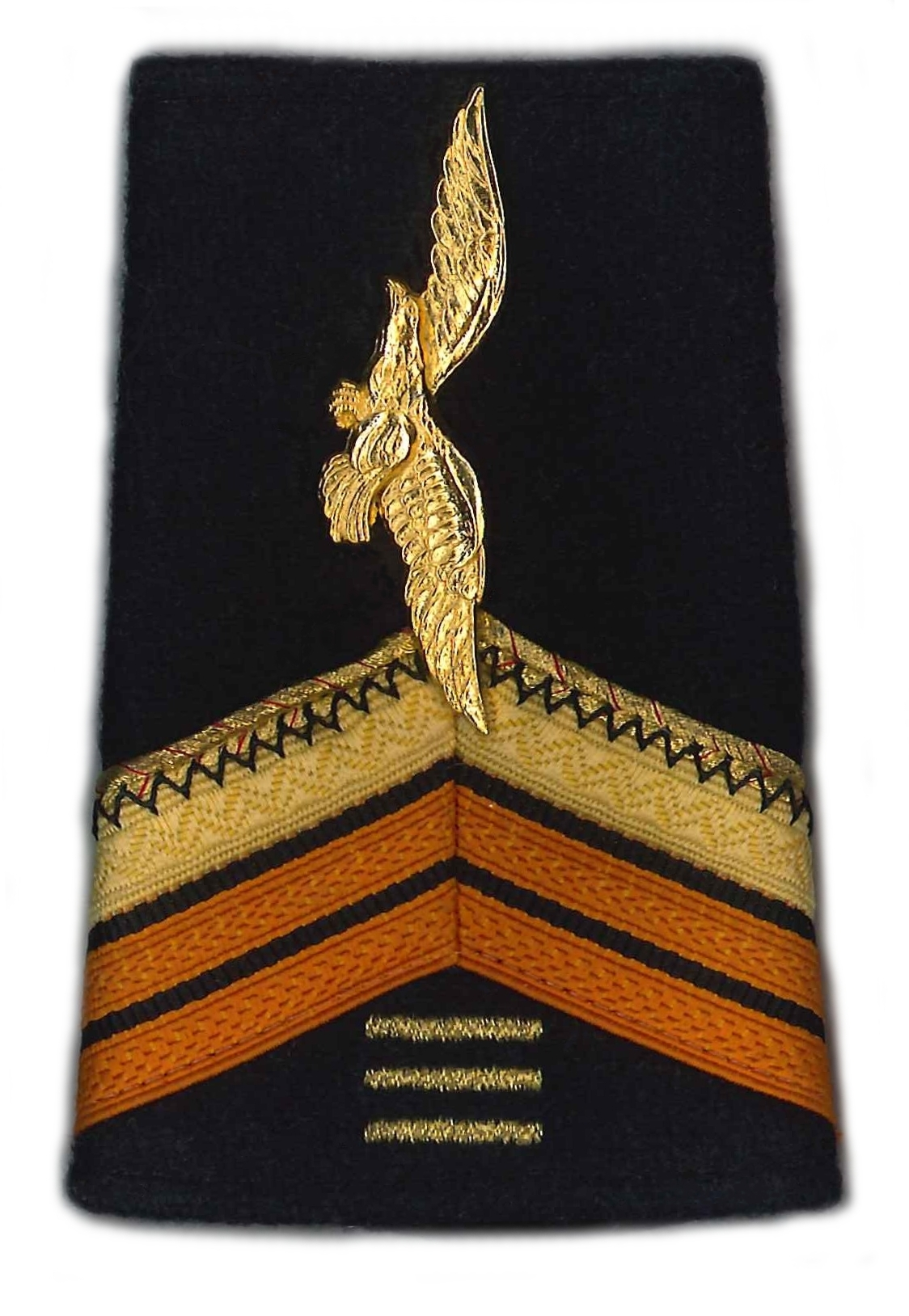
Caporal-chef de l’Armée de terre du 1er RCP avec 3 brisques d'ancienneté.
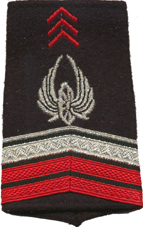
Brigadier-chef de l'arme du train.
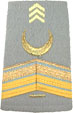
Caporal-chef du 1er régiment de tirailleurs.
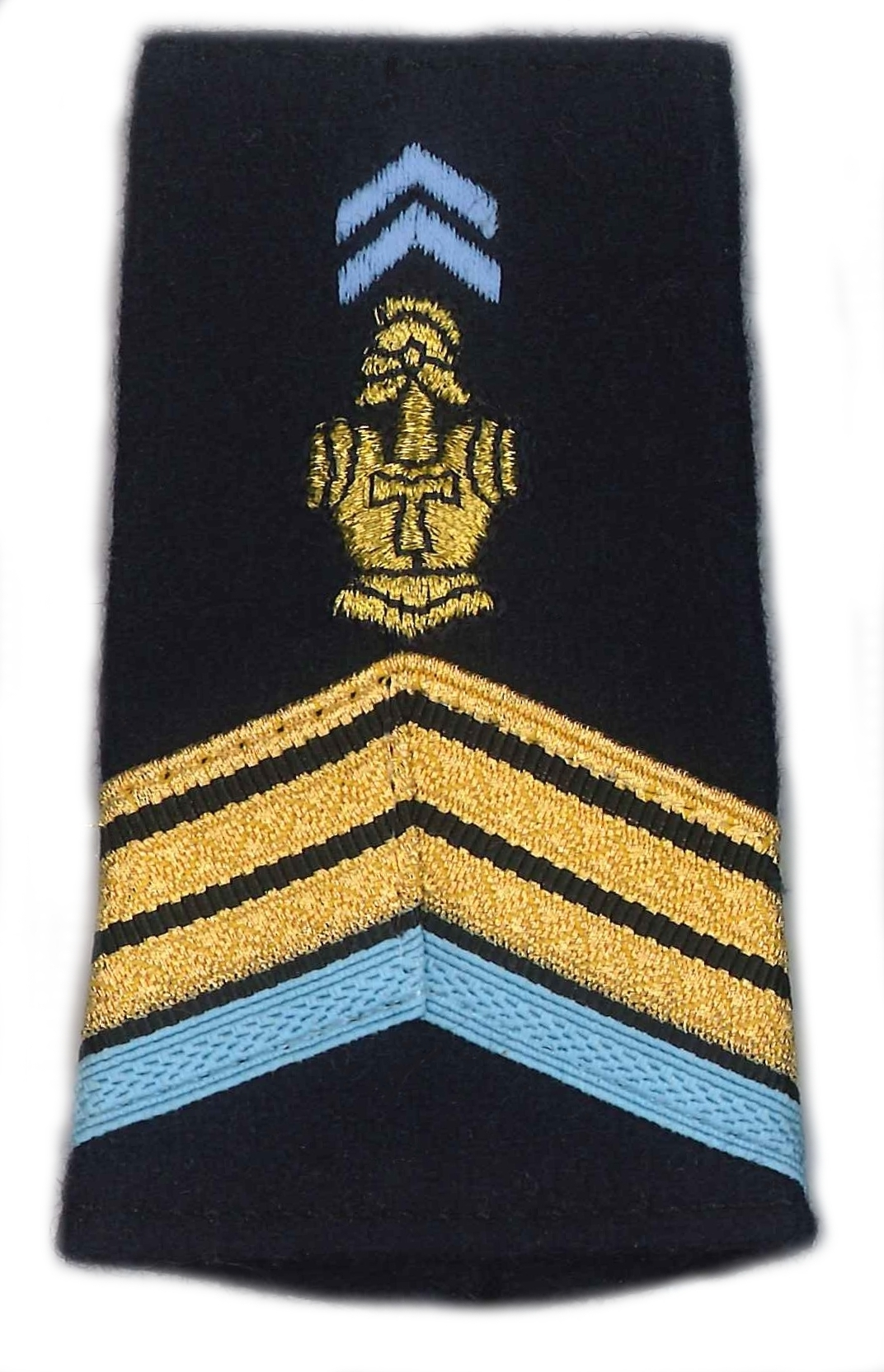
Caporal-chef de 1re classe de l'arme des transmissions.

| France                                | Grades de l'Armée de terre                                 |                                         |
| Précédé par Caporal-chef ou Brigadier | Caporal-chef de 1re classe ou Brigadier-chef de 1re classe | Suivi par Sergent ou Maréchal des logis |